# Dinotiscus colon
Dinotiscus colon är en stekelart som först beskrevs av Carl von Linné 1758.  Dinotiscus colon ingår i släktet Dinotiscus och familjen puppglanssteklar. Arten är reproducerande i Sverige. Inga underarter finns listade i Catalogue of Life.